# Saccharomycopsis schoenii
Saccharomycopsis schoenii är en svampart som först beskrevs av Nadson & Krassiln., och fick sitt nu gällande namn av Kurtzman & Robnett 1995. Saccharomycopsis schoenii ingår i släktet Saccharomycopsis och familjen Saccharomycopsidaceae.   Inga underarter finns listade i Catalogue of Life.
Saccharomycopsis schoenii är en jästsvamp med mykoparasitiska egenskaper . Med hjälp av ett litet utskott kan den attackera och döda andra jästsvampar, såsom Saccharomyces cerevisiae och Candida albicans, men även multiresistent Candida auris . Via analys av jästsvampens genom, de gener den uttrycker och proteiner den tillverkar så har forskare hittat att S. schoenii utsöndrar proteaser när den attackerar andra jästsvampar . Liksom andra arter i släktet Saccharomycopsis så saknar S. schoenii förmågan att ta upp sulfater, utan är beroende av att ta upp organiska svavelföreningar . Oförmågan att ta upp sulfater är ovanlig bland mikroorganismer, men återfinns hos några av de allvarligaste svamparter som parasiterar på grödor . Orsaken till att S. schoenii inte kan ta upp sulfater är att den, liksom Saccharomycopsis fodiens och Saccharomycopsis fermentans har blivit av med de gener som importerar och omvandlar sulfater till svavelföreningar. 